# Kōtarō Kobayashi
Kotaro Kobayashi (小林 虎太郎 Kobayashi Kōtarō?) es un personaje de la serie de anime y manga Angelic Layer. Es el hermano mayor de Hatoko Kobayashi y está enamorado de Misaki Suzuhara.

## Historia
Kotaro es el hermano mayor de Hatoko y su familia tiene un dojo, donde estudia Karate. Se enamora desde un principio de Misaki; a la cual lleva al Dojo de su familia para enseñarle Karate para ayudarla en sus peleas del Angelic Layer. Es el mejor amigo de  Tamayo desde la infancia. Tiene un gran conocimiento acerca de los ángeles a pesar de no tener uno, lo cual es de gran ayuda para Misaki y Hatoko antes de sus peleas.
A lo largo del Torneo la relación entre Misaki y Ohjiro se intensifica, lo cual preocupa a Kotaro ya que él está enamorado de Misaki, Kotaro intenta confesarle su amor, pero Tamayo se adelanta y le confiesa que siempre ha estado enamorada de él, lo cual lo pone en aprietos ya que el nunca había visto a Tamayo de esa manera hasta ese instante. Kotaro empieza a odiar a Ohjiro al mirarlo con miradas malignas en la playa. Quedan atrapados en el ascensor y sin querer Kotaro la rechaza. Vuelven a enconrtrarse en la pelea entre Misaki y Ohjiro, donde Kotaro acepta ser su novio a condición de que deje de golpearle. Al final se hacen novios y Hatoko los molesta. En el manga se hace novio de Misaki. En Kobato muestran un hospital con su apellido, Hospital Kobayashi.

## Vida Amorosa
- Misaki Suzuhara - En un principio Misaki se muestra atraída pero ella se enamora de Ohjiro y Tamayo se le declara y se hacen novios. En el manga se hacen novios aunque varios fanes prefirieron la pareja entre Misaki y Ohjiro.

- Tamayo Kizaki - Tamayo usa a Kotaro como blanco de sus ataques de lucha libre y para hacerle probar vestidos en él. A pasar de esto lo ama y se le declara dos veces, en la playa y en el ascensor. Al final se hacen novios y Hatoko no deja de molestarlos.

- Datos: Q5961169